# طائفة الصارخين
طائفة الصارخين (呼喊派)، هو تسمية أطلقتها جمهورية الصين الشعبية على مجموعة دينية مسيحية صينية مجهولة استهدفتها الحكومة أولاً باعتبارها مضادة للثورة ثم باعتبارها طائفة إجرامية بعد الحوادث التي وقعت في مقاطعتي دونغ يانغ وييوو في مقاطعة جيجيانغ في فبراير 1982. وأصبحت "طائفة الصارخين" هدفاً لموجات من الاعتقالات في عام 1983 ومرة أخرى في عام 1995. اتهمت عدة منشورات صدرت عام 1983 مرتبطة الحركة الوطنية للذات الثلاثية بأن ويتنس لي (لي تشانجشو) هو زعيم "طائفة الصراخين" والمحرض على الاضطرابات.
في 17 نوفمبر 1983، كتب أعضاء مجلس النواب الأمريكي دون سوندكويست ومارك د. سيلجاندر وكريستوفر هـ. سميث وتوماس ج. تاوك إلى تشانغ وينجين، سفير جمهورية الصين الشعبية لدى الولايات المتحدة، معربين عن قلقهم بشأن اثنين من المسيحيين كان من المقرر إعدامهما في الشهر التالي، وطلبوا معلومات عن سجن "شاوترز". في 23 نوفمبر، كتب السيناتور مارك هاتفيلد أيضًا إلى تشانغ، مرددًا المخاوف الواردة في رسالة النواب. وفي السابع من ديسمبر/كانون الأول، رد تشانغ بأن الحكومة الصينية منخرطة في حملة على الجريمة من أجل الحفاظ على الاستقرار الاجتماعي، وأن الاعتقالات لم تكن بسبب المعتقدات الدينية ولكن بسبب الأنشطة الإجرامية. في مايو 1984، قُدمت قرارات متزامنة في كلا مجلسي الكونجرس الأمريكي تعبر عن قلق أمريكا المستمر بشأن الحرية الدينية وتحث جمهورية الصين الشعبية بقوة على إطلاق سراح العديد من القساوسة الكاثوليك الرومان والقساوسة البروتستانت والعمال العلمانيين المسجونين.
في 9 سبتمبر 1999، أصدرت وزارة الخارجية الأمريكية تقريراً جاء فيه أن جمهورية الصين الشعبية تواصل جهودها "لإغلاق جماعة إنجيلية سرية تسمى "الصارخون" وعلقت على ذلك بأن "السلطات منذ أوائل الثمانينيات اعتقلت أو فرضت غرامات أو سجنت أعضاء هذه الجماعة بشكل متكرر". وفي 30 أكتوبر 1999، اعتمدت اللجنة الدائمة للمؤتمر الشعبي الوطني قراراً تشريعياً يحظر المنظمات الطائفية ويضع سياسات لمعاقبة أنشطة الطائفة. في تقرير صادر عن وزارة الخارجية الأمريكية في عام 2006، ورد أن "الحكومة واصلت قمع الجماعات التي صنفتها على أنها "طوائف" بشكل عام والجماعات المسيحية الصغيرة... بشكل خاص". ويشير تقرير صادر عن وزارة الخارجية الأمريكية في عام 2011 إلى أن جمهورية الصين الشعبية لا تزال تدرج "الصارخين" على أنها "طائفة شريرة" ويلاحظ أنه "لا توجد معايير عامة لتحديد مثل هذا التعيين أو إجراءات لتحديه."